# 石橋を叩いて渡る
| ウィキペディアには「石橋を叩いて渡る」という見出しの百科事典記事はありません（タイトルに「石橋を叩いて渡る」を含むページの一覧/「石橋を叩いて渡る」で始まるページの一覧）。 代わりにウィクショナリーのページ「石橋を叩いて渡る」が役に立つかもしれません。 |